# Zjawa IV

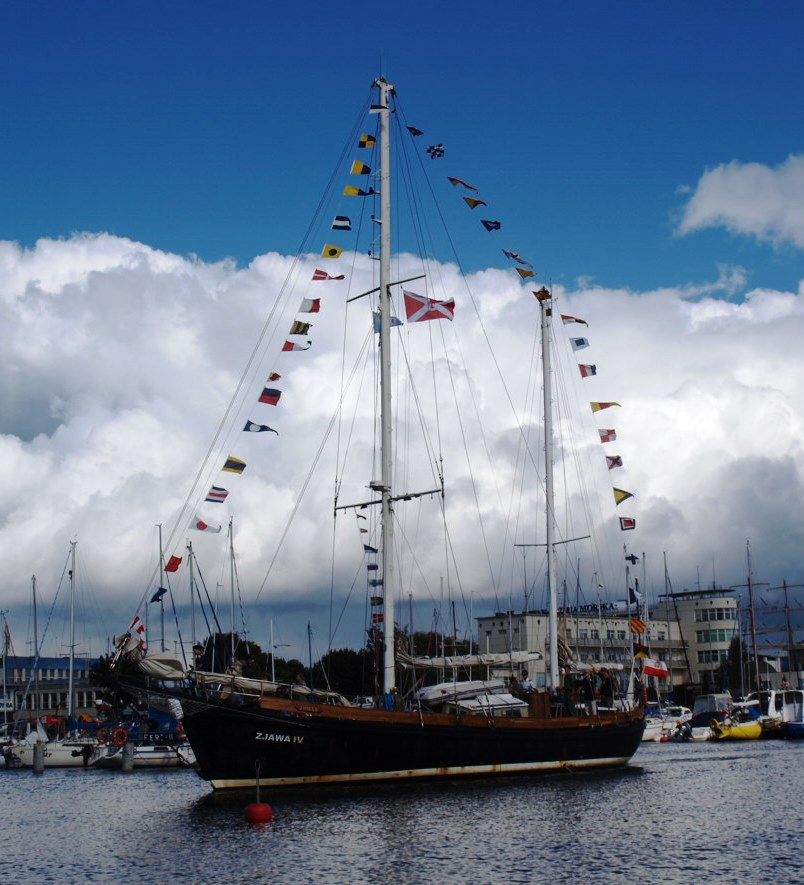
Gala flagowa na Zjawie IV w Gdyni

Zjawa IV – polski jacht żaglowy, kecz bermudzki. Dawniej polski kuter ratowniczy o nazwie „Szkwał”. Po wycofaniu ze służby ratowniczej został przekazany ZHP i przebudowany na jacht żaglowy.

## Nazwa
Nazwa jachtu stanowi nawiązanie do serii „Zjaw” (I, II, III), na których w latach 1932–1939 Władysław Wagner opłynął kulę ziemską. Rejs Wagnera został przerwany z powodu II wojny światowej w Great Yarmouth w Anglii, a w 2012 roku dokończony przez „Zjawę IV”.

## Historia
W 1949 roku w Szwecji według projektu konstruktora Hjalmara Johanssona zbudowano dla Polskiego Ratownictwa Okrętowego kutry ratownicze „Sztorm” (stocznia Hjalmar Johansons Batvarv w Göteborgu) i „Szkwał” (stocznia Djupviks Batvarv w Djupvik). Kutry miały poszycie dębowe na szkielecie z daglezji (czyli tzw. sosny oregońskiej). Pokład z drewna tekowego. Napęd – dwucylindrowy silnik June-Munktell o mocy 150 KM. Napęd pomocniczy – żagle.
Chrzest statków odbył się w styczniu 1950 roku. Matką chrzestną była Margaret Hansson, a w imieniu Polski kutry odbierał konsul RP w Göteborgu Marian von Börtzell-Szuch. Oba kutry używane były przez Polskie Ratownictwo Okrętowe do 1975 roku („Sztorm” bazował w Helu, „Szkwał” – w Świnoujściu). Po wycofaniu ze służby w PRO „Szkwał” został przekazany ZHP i w 1983 roku przebudowany na jacht, któremu nadano nazwę „Zjawa IV”.
Zadania, do jakich kuter był przewidziany, stawiały bardzo wysokie wymagania techniczne dla jego konstrukcji. Kadłub „Zjawy” jest niezwykle mocny i wytrzymały. Wyjątkowo solidny szkielet i grube poszycie powodują, że jacht nie rozwija dużych szybkości, ale gwarantują wysokie bezpieczeństwo na morzu w każdych warunkach. Statek ratowniczy wykazywał się dużą dzielnością: miał pływać głównie w ekstremalnie ciężkich warunkach, wtedy, gdy inne jednostki ratownicze nie mogły już realizować swoich zadań. Mocne dębowe drewno przez lata dawało poczucie bezpieczeństwa w sztormach.
W ramach przebudowy w 1983 roku jednostce zmieniono takielunek, podwyższono maszty, przebudowano wnętrze. Konstrukcja kadłuba pozostała niezmieniona, dzięki czemu Zjawa nadal doskonale spisuje się w ciężkich warunkach.
Po przebudowie, pod harcerską banderą Zjawa zmieniła swą rolę na jacht wyprawowy. Już w pierwszych latach odbyła pierwszy daleki rejs – na Morze Czarne.
Ostatni remont miał miejsce w latach 2013 – 2015. Wymieniono pokład, nadbudówki, zbiorniki, instalację elektryczną, rurociągi. Wymieniony został szandek i część planek. Przebudowano wnętrze tworząc na rufie jedną kabinę 6 osobową i otwierając kambuz na mesę. Ponadto przeprowadzono generalny remont silnika. Jacht wyposażono w agregat, komputer nawigacyjny, dodatkowe pompy zenzowe. Po zakończeniu remontu, w sierpniu 2015 roku, jacht otrzymał klasę oceaniczną i wyruszył w wyprawę dookoła Atlantyku.

## Niektóre wydarzenia z historii jachtu
- (lata 80. XX wieku) – rejs na Morze Czarne;
- 2001 – rejs na Spitsbergen (uhonorowany III Nagrodą Rejs Roku 2001)[1];
- 2003–2004 – rejs wzdłuż Ameryki Południowej, z dwukrotnym opłynięciem Przylądka Horn i z wizytą na Antarktydzie (kapitan Michał Bogusławski wraz z załogą uhonorowany III Nagrodą Rejs Roku 2004)[2][3];
- 2005 – rejs do Zatoki Hudsona, z wizytą w Churchill, podczas tego rejsu dokonano pierwszego polskiego lądowania na Ziemi Baffina;
- 2012 – 15 września, w rocznicę śmierci Władysława Wagnera, harcerska załoga (w sumie 120 harcerzy[3]) rozpoczęła rejs symbolicznie kończący jego rejs dookoła świata. Władysław Wagner, wypływając z Gdyni, z powodu wybuchu II wojny światowej w 1939 musiał przerwać swój rejs w Great Yarmouth (Anglia). Chociaż opłynął świat dookoła, to do Polski już nigdy nie wrócił. Właśnie ten ostatni, brakujący odcinek z Anglii do Polski przepłynęła „Zjawa IV” (kapitan: Piotr Cichy)[4][5]. Za ten symboliczny rejs jury wyróżnienia Rejs Roku uhonorowało kapitana i załogę „Bursztynową Różą Wiatrów” Prezydenta Gdańska[3];
- 2013 – rejs na północny kraniec Morza Bałtyckiego (kapitan: Piotr Cichy);
- 2015 – „OnkoRejs”: 31 maja 12 kobiet, które doświadczyły choroby nowotworowej, wyruszyło w rejs do Visby i Kalmaru. 1 czerwca kadłub jachtu rozszczelnił się i zaczął nabierać wody. Załogę ewakuowano, a jacht został odholowany do portu we Władysławowie[6][7];
- 2015 – Wyprawa OdySea Władka Wagnera Dookoła Atlantyku. Jacht wystartował 15 sierpnia 2015 z Gdyni i udał się przez Kanał Kiloński, Amsterdam, Brest, Lizbonę, Vigo do Maroka, na Maderę i na Wyspy Zielonego Przylądka. Stamtąd rozpoczął przekraczanie Atlantyku i w grudniu 2015 roku wylądował na Barbados. Wyprawa ma na celu upamiętnienie Władysława Wagnera;
- 5 grudnia 2016 – Zjawa osiadła na mieliźnie ok. 700 m od półwyspu Falsterbo (wybrzeże Szwecji). Cała załoga została podjęta przez SAR i przetransportowana na brzeg. 15 grudnia 2016 jacht został ściągnięty do duńskiego portu Dragør, przy pomocy dźwigu, pontonów transportowych i holownika[8][9][10];
- 27 marca 2017 – Zjawa została przewieziona na pontonie transportowym do Polski, do portu w Darłówku;
- sierpień 2019 – Związek Harcerstwa Polskiego po sprowadzenia Zjawy IV do Polski w 2017 roku, zakończył w sierpniu 2019 roku procedurę własnościową, co otworzyło drogę do ewentualnego remontu jachtu;
- 5 marca 2021 – Związek Harcerstwa Polskiego oraz Dom Armatorski POLsail Sp. z o.o., utworzyły nowy podmiot prawny, spółkę Zjawa IV Sp. z o.o. KRS (0000894726). Celem spółki jest przeprowadzenie remontu, a następnie eksploatacja jachtu. Spółka planuje przeprowadzenie niezbędnych prac kadłubowych w Darłowie. Przewidywany koniec remontu to najwcześniej 2026 rok[11][12].
- 19 października 2024 roku zakończono odbudowę poszycia i konstrukcji kadłuba. Remont prowadzi i nadzoruje Fundacja Dziedzictwa Morskiego.

Na co dzień w sezonie letnim „Zjawa IV” regularnie pływała w rejsach bałtyckich, głównie harcerskich i stażowo-szkoleniowych, oraz uczestniczyła w imprezach typu The Tall Ships’ Races, zlotach Baltic Sail w Gdańsku, czy Zlotach Oldtimerów w Szczecinie.

## Zobacz też

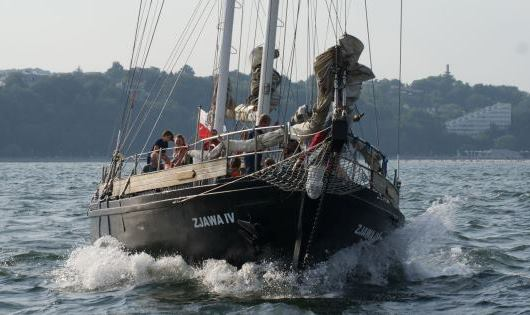
Zjawa IV opuszcza Gdynię